# Elmar Wolfstetter

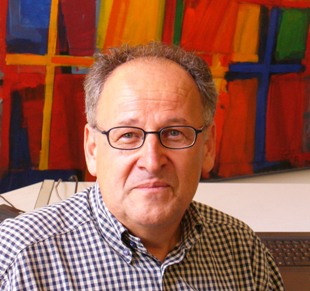
Elmar G. Wolfstetter, 2008

Elmar G. Wolfstetter (* 16. November 1945 in Stuttgart) ist ein deutscher Wirtschaftswissenschaftler und Hochschullehrer.

## Laufbahn
Wolfstetter studierte ab 1965 Volkswirtschaftslehre, Mathematik und Soziologie an der Universität Heidelberg, was er 1970 mit dem Grad Diplom-Volkswirt abschloss. Von 1970 bis 1973 arbeitete er als wissenschaftlicher Mitarbeiter für Carl Christian von Weizsäcker in Heidelberg und 1973 sowie 1974 für Holger Bonus an der Universität Dortmund. Von 1974 bis 1978 war er Assistant Professor an der State University of New York at Buffalo in den USA. Zwischenzeitlich wurde er 1976 in Dortmund promoviert. 1978 bis 1982 war er Associate Professor mit Tenure an der State University of New York at Buffalo, um 1982 als Professor für Volkswirtschaftslehre an die Freie Universität Berlin zu wechseln. Seit 1992 ist er Professor für Volkswirtschaftslehre an der Humboldt-Universität zu Berlin. Er wurde zum 31. März 2012 emeritiert. Seit 2008 ist er regelmäßiger Gastprofessor an der Korea University in Seoul. Gastprofessuren u. a. an der Yonsei University, Korea University, Shanghai University of Finance and Economics, Hebrew University, University of Haifa, University of Pittsburgh, University of Copenhagen, University of Bergen, Universität Bern.
Die Forschungsschwerpunkte von Wolfstetter sind die Theorie und Praxis von Auktionen und die Gestaltung von Anreizen, Verträgen und Organisationen. Sein Textbuch „Topics in Microeconomics: Industrial Organization, Auctions, and Incentives“ ist 1999 erstmals bei Cambridge University Press erschienen, 2002 in zweiter Auflage und 2003 auf Chinesisch bei Shanghai University Press. Er hat eine Vielzahl wissenschaftlicher Aufsätze international höchstrangig publiziert, u. a. in Games and Economic Behavior, Rand Journal of Economics, Economic Journal, European Economic Review, Economic Theory, International Journal of Industrial Organization, Journal of Economic Dynamics & Control, Oxford Economic Papers, International Journal of Game Theory etc.
Wolfstetter war in den Jahren 2000–2011 Herausgeber des Journal of Institutional and Theoretical Economics (JITE) und im Herausgeberkreis des European Economic Review. Er hat mehrere Graduiertenkollegs und Sonderforschungsbereiche geleitet und war als Berater für die Weltbank, zahlreiche Unternehmen, Ministerien und Behörden tätig.

## Publikationen (Auswahl)
Wolfstetters Publikationsliste umfasst mehr als 100 Werke.
- Elmar Wolfstetter: Topics in Microeconomics. Industrial Organization, Auctions, and Incentives. Cambridge University Press, New York 1999, ISBN 0-521-64228-0. Übersetzung i.d. Chinesische Sprache 2003 bei Shanghai University Press.
- C. Fan, B. Jun, E. Wolfstetter: Spying and Imperfect Commitment in First-Price Auctions: A Case of Tacit Collusion. Economic Theory Bulletin, Band 11, 2023, S. 255–257.
- C. Fan, B. Jun, E. Wolfstetter: Price Leadership, Spying, and Secret Price Changes: A Stackelberg Game with Imperfect Commitment. International Journal of Game Theory, Band 52, 2023, S. 775–804.
- C. Fan, B. Jun, E. Wolfstetter: Spying in Bertrand Markets under Incomplete Information: Who Benefits and Is It Stable? Journal of Mathematical Economics, Band 102, 2022.
- E. Wolfstetter: Universal High-Speed Broadband Provision: A Simple Auction Approach. Information Economics and Policy, Band 60, 2022.
- C. Fan, B. Jun, E. Wolfstetter: Optimal Licensing under Incomplete Information: The Case of the Inside Patent Holder. In: Economic Theory. Band 66, 2018, S. 975–1005.
- C. Fan, B. Jun, E. Wolfstetter: Optimal Licensing of Technology in the Face of (Asymmetric) Competition. In: International Journal of Industrial Organization. Band 60, 2018, S. 32–53.
- C. Fan, B. Jun, E. Wolfstetter: Licensing Process Innovations when Losers’ Messages Determine Royalty Rates. In: Games and Economic Behavior. Band 82, 2013, S. 388–402.
- W. Ding, E. Wolfstetter: Prizes and Lemons: Procurement of Innovation under Imperfect Commitment. In: RAND Journal of Economics. Band 42, Nr. 4, 2011, S. 664–680.
- V. Grimm, F. Riedel, E. Wolfstetter: Low Price Equilibrium in Multi-Unit Auctions: The GSM Spectrum Auction in Germany. In: International Journal of Industrial Organization. Band 21, 2003, S. 1557–1569.
- M. Perry, E. Wolfstetter, S. Zamir: A Sealed-Bid Auction that Matches the English Auction. In: Games and Economic Behavior. Band 33, 2000, S. 265–273.
- B. Adolph, E. Wolfstetter: Wage Indexation, Informational Externalities, and Monetary Policy. In: Oxford Economic Papers. Band 43, 1991, S. 368–390.
- M. Brown, E. Wolfstetter: Tripartite Income-Employment Contracts and Coalition Incentive Compatibility. In: RAND Journal of Economics. Band 20, 1989, S. 291–307.
- E. Wolfstetter: Positive Profits with Negative Surplus Value. In: The Economic Journal. Band 86, 1976, S. 854–872.
- E. Wolfstetter: Surplus Labour, Synchronized Labour Costs, and Marx’s Labour Theory of Value. In: The Economic Journal. Band 83, 1973, S. 787–809.